# Церква Святих Бориса і Гліба (Тернопіль)
Церква Святих Бориса і Гліба — українська греко-католицька церква у місті Тернополі. Належить до парафії Святих Бориса і Гліба деканату Тернопіль-Центр Тернопільсько-Зборівської архієпархії УГКЦ.

## Історія
Храм розташований у західній частині мікрорайону Кутківці серед багатоповерхової забудови. Парафію утворено 2005 року. Тоді ж розпочато будівництво храму, яке досі триває.
Архітектор — Михайло Нетриб'як.
Єпископські візитації парафії у 2006, 2010 та 2013 роках здійснив владика Тернопільсько-Зборівський Василій (Семенюк).

## Життя парафії
При парафії діють спільноти:
- братство Матері Божої Неустанної Помочі;
- Вівтарне братство;
- Марійська дружина;
- спільнота «Матері в молитві».

Щосуботи відбуваються катехизації.
У 2012 році в парафії відбулося 14 хрещень, 2 вінчання, 3 похорони.